# Peggy Cass
Peggy Cass, pseudonimo di Mary Margaret Cass (Boston, 21 maggio 1924 – New York, 8 marzo 1999), è stata un'attrice e comica statunitense.

## Biografia
Nata a Boston, ma trasferitasi da giovane a New York, lavorò come segretaria e poi come modella. Dopo un lungo periodo di tirocinio teatrale, riuscì a ottenere il ruolo che era già stato di Jan Sterling in una produzione itinerante della pièce Nata ieri.
Negli anni cinquanta la sua attività in teatro le consentì di ricevere un Tony Award e un Theatre World Award (entrambi nel 1957), mentre per il grande schermo la sua interpretazione nel film La signora mia zia (1958) le valse una candidatura ai Premi Oscar 1959 come miglior attrice non protagonista e ai Golden Globe 1959 sempre come miglior attrice non protagonista.
Successivamente conquistò la notorietà anche sul piccolo schermo, partecipando a diversi show televisivi. Morì per un'insufficienza cardiaca all'età di 74 anni.

## Filmografia parziale

### Cinema
- Vivere insieme (The Marrying Kind), regia di George Cukor (1952)
- La signora mia zia (Auntie Mame), regia di Morton DaCosta (1958)
- Gidget Goes Hawaiian, regia di Paul Wendkos (1961)
- Se è martedì deve essere il Belgio (If It's Tuesday, This Must Be Belgium), regia di Mel Stuart (1969)
- Age of Consent, regia di Michael Powell (1969)

### Televisione
- Alfred Hitchcock presenta (Alfred Hitchcock Presents) – serie TV, episodio 4x13 (1959)
- Love Boat (The Love Boat) – serie TV, episodio 3x27 (1980)

## Doppiatrici italiane
- Wanda Tettoni ne La signora mia zia
- Isa Di Marzio in Agli ordini papà!

## Riconoscimenti
Premi Oscar 1959 – Candidatura all'Oscar alla miglior attrice non protagonista per La signora mia zia